# Concórdia
Concórdia, amtlich portugiesisch Município de Concórdia, ist ein brasilianisches Munizip im Bundesstaat Santa Catarina. Sie ist Teil der Metropolregion Região Metropolitana do Contestado.
Im 19. Jahrhundert kamen vorwiegend Einwanderer aus Italien und Deutschland nach Brasilien. Die Kolonisation von Concórdia, wie auch der Mittlere Westen und Westen von Südbrasilien geschah intensiv nach den Grenzkriegen mit Argentinien in den Jahren 1920 und 1930, sie kamen im Rahmen einer Binnenmigration aus Rio Grande do Sul. Bis dahin lebten in der Region Caboclos.
Die Wirtschaft konzentriert sich auf Industrie und Handel, die sehr stark mit der Viehwirtschaft verknüpft sind, wie Schweine- und Geflügelzucht sowie Anbau von Mais und Soja. Die Region von Concórdia konzentriert viele Arbeitskräfte bei dem Lebensmittelproduzenten Sadia.
Das Klima ist angenehm, es wechselt von einigen Grad unter null im Winter und bis zu 35 °C im Sommer.
- Gegründet am 29. Juli 1934
- Lage: Bundesland Santa Catarina
- Entfernung zur Hauptstadt Florianópolis 480 km
- Fläche: 797 km²
- Bevölkerung:
- Höhe 550 müNN

## Töchter und Söhne der Gemeinde
- Leonardo Boff (* 1938), katholischer Befreiungstheologe
- Daniel Rogelin (* 1972), Radrennfahrer